# Ivànovka (Baixmakovo)
Ivànovka - Ивановка (rus) - és un poble de l'óblast de Penza, a Rússia. Pertany al districte rural de Baixmakovo. El 2010 tenia 17 habitants.